# Horloge à quartz
Une horloge à quartz utilise un oscillateur à quartz pour définir le temps. Le quartz a la propriété d'osciller à une fréquence précise lorsqu'il est stimulé électriquement. La première horloge à quartz est conçue en 1927 par Bell Telephone Laboratories. La technologie est par la suite miniaturisée par Seiko qui commercialise en 1969, la première montre-bracelet à quartz : la Seiko Quartz Astron 35SQ.

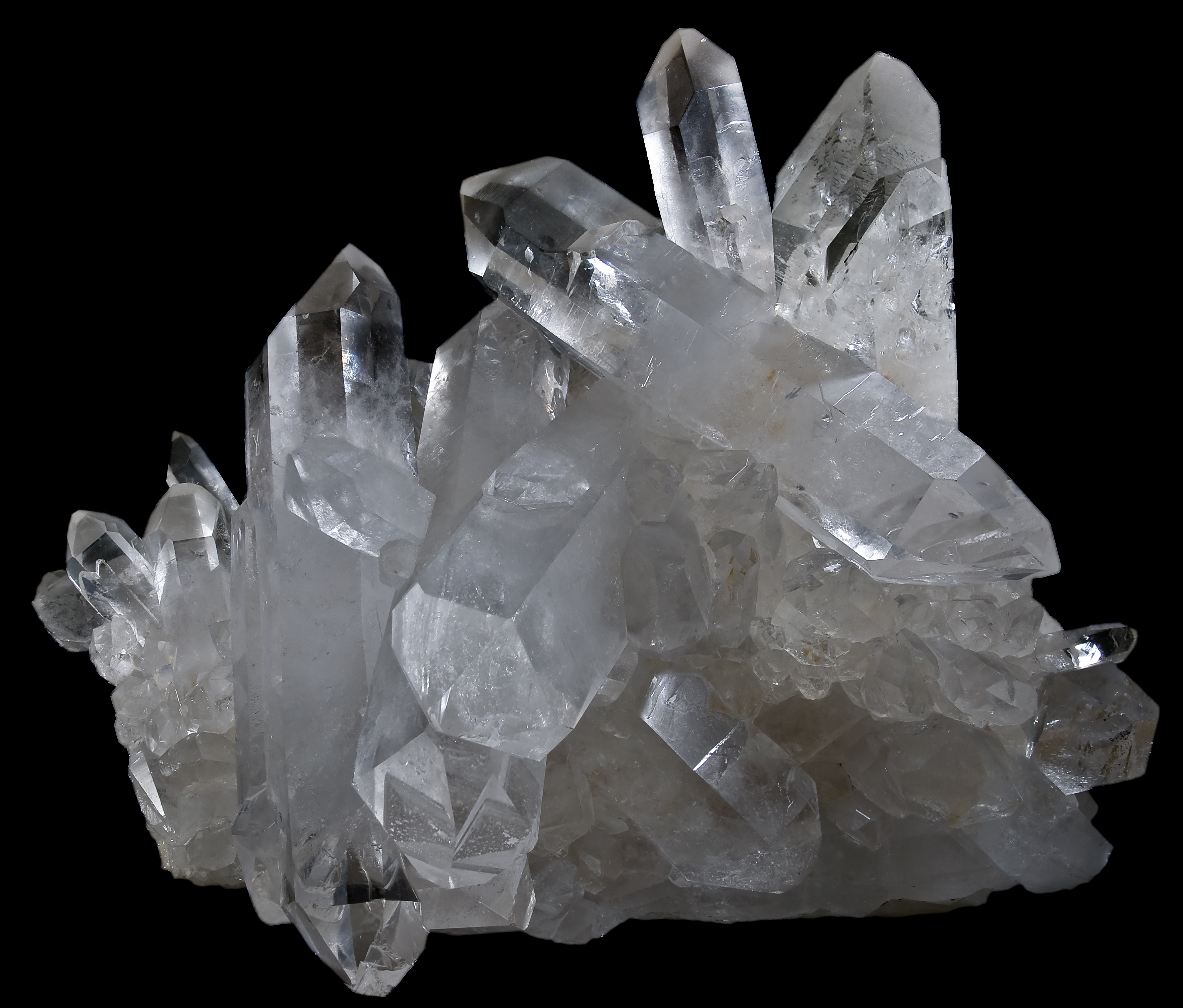
Un cristal de quartz.

## Historique

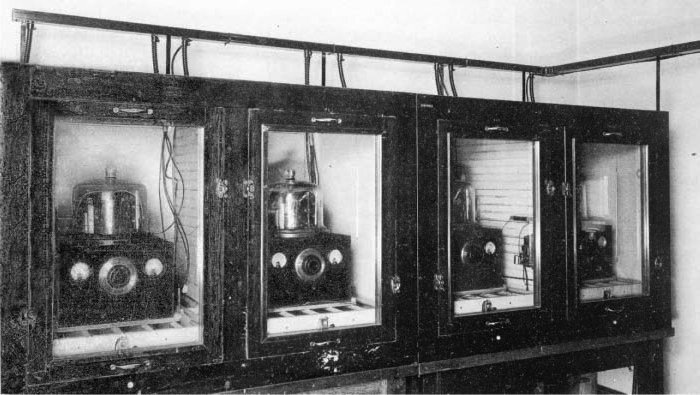
Étalon national des Temps et Cycles des États-Unis (Laboratoires Bell, 1929). Il comporte quatre oscillateurs à quartz.

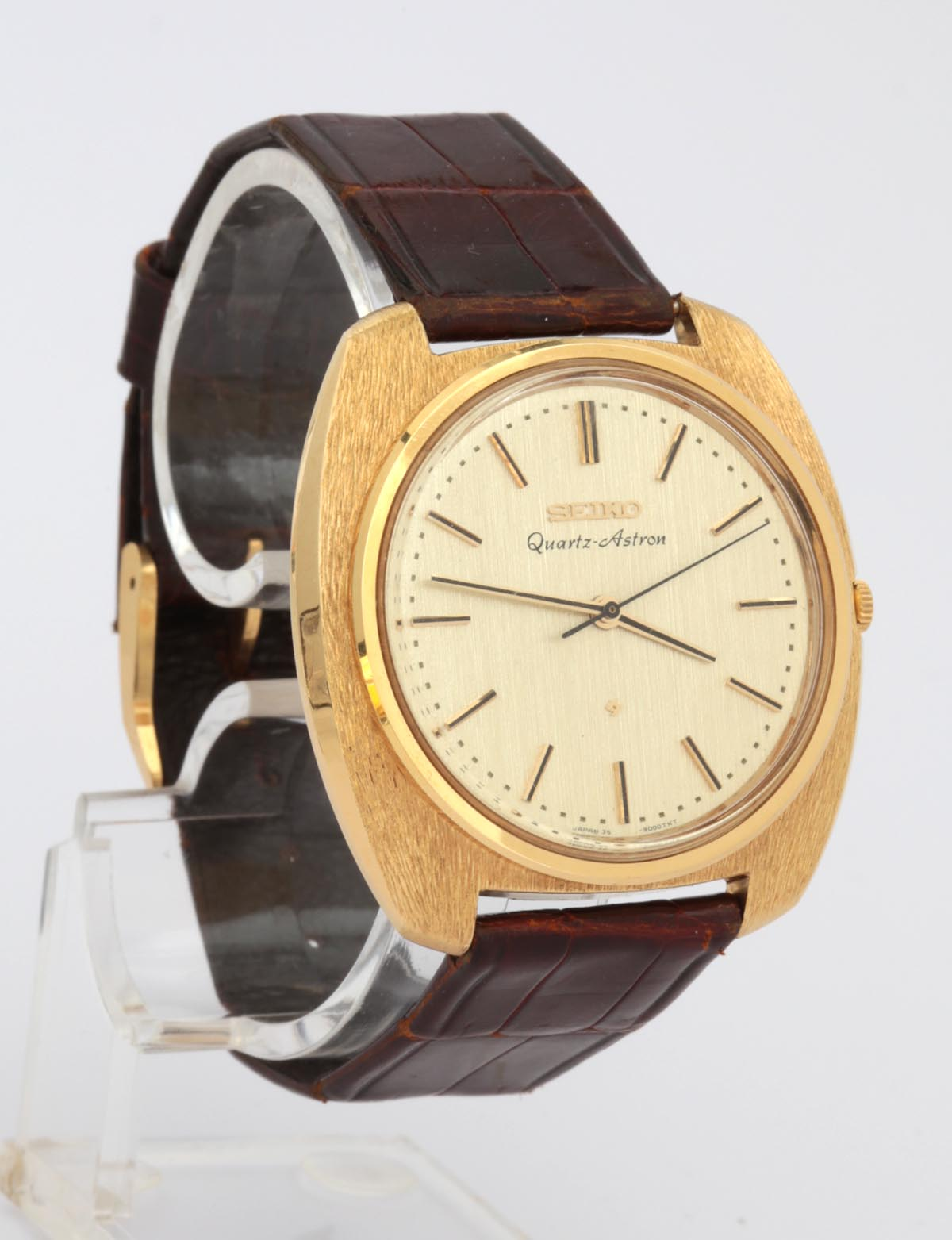
Montre à quartz Seiko Astron-35SQ.

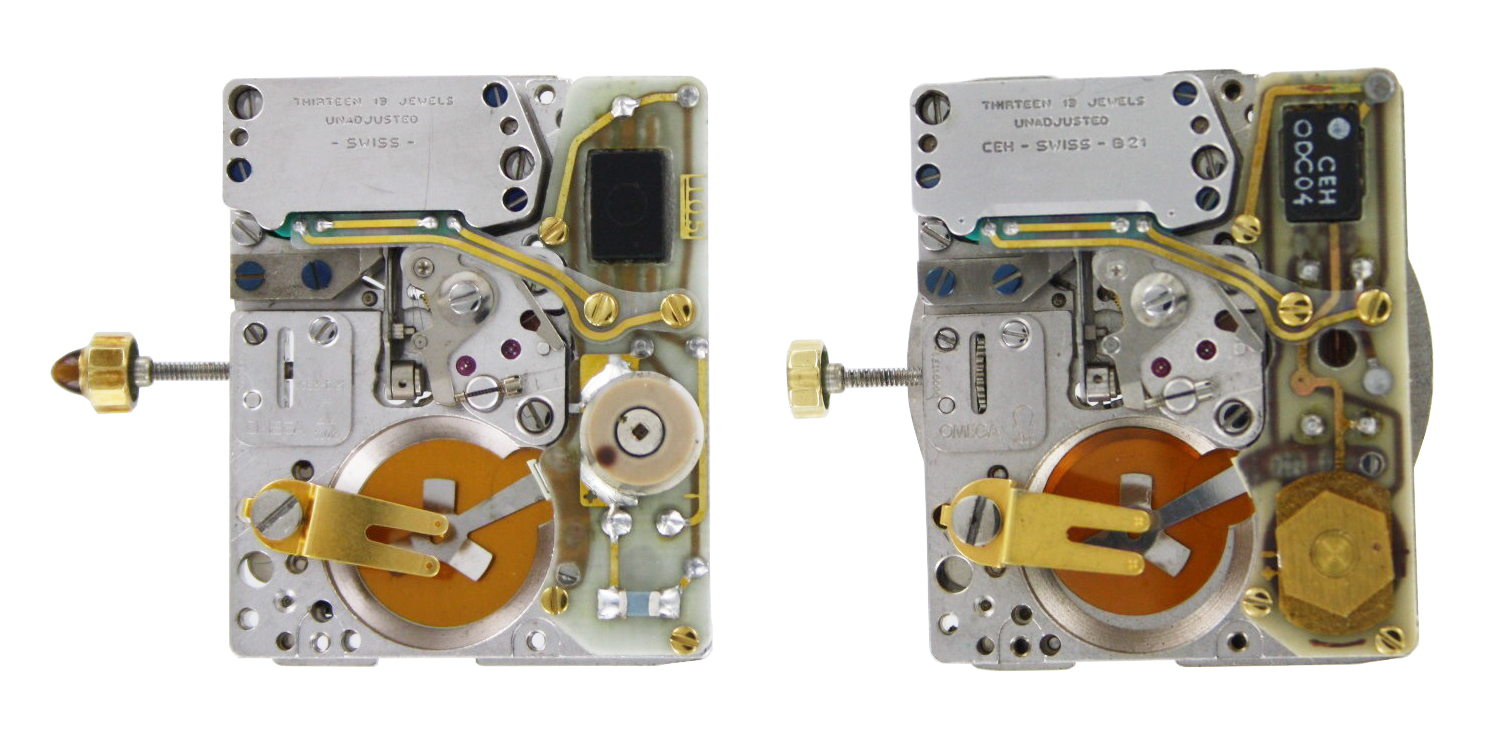
Mouvement béta 21.

En 1880, les deux frères physiciens français Pierre Curie et Jacques Curie découvrent l'effet piézoélectrique du quartz : celui-ci possède la capacité de générer des charges électriques à sa surface lorsqu'il subit des forces mécaniques et inversement. Cette capacité en fait un matériel intéressant pour la constitution d'horloges.
La première horloge à quartz, baptisée Crystal clock, fut présentée en 1927 par Warren Marrison et J.W. Horton des Laboratoires Bell, à l'occasion de la Conférence de l'Union radio-scientifique internationale,,. Constituée de tubes électroniques amplifiant la tension d'un quartz battant à 50 kHz, son circuit oscillant cadençait le moteur synchrone d'une horloge à aiguilles. Elle avait des dimensions comparables à celles d'un réfrigérateur tourné à l’horizontale.
Une batterie de quatre nouveaux oscillateurs à quartz produits aux Laboratoires Bell permit de réaliser en 1929 un nouvel étalon national des temps et cycles pour les États-Unis, et d'explorer par la même occasion de nouvelles applications scientifiques et techniques. Pour limiter l'influence des fluctuations de température sur la régularité de l'oscillateur, les oscillateurs étaient chauffés à une température déterminée, inaugurant la technique dite OCXO (Oven Controlled Crystal Oscillator) : le National Bureau of Standards américain parvint ainsi à normaliser les fréquences avec une précision de 10−7 s.
En 1928, la société General Radio de Cambridge (Massachusetts) mit sur le marché la première horloge à quartz de série. Ces appareils étaient encore essentiellement destinés aux applications scientifiques, et les indications du cadran servaient à régler la fréquence d'un oscillateur sur un étalon national en exploitant le phénomène de battements.
Au cours des deux années suivantes, l'horloge à quartz se diffusa dans les laboratoires britanniques et allemands, faisant évoluer les étalons de fréquence de ces deux nations. Simultanément, l'horloge à quartz connaissait de nouveaux perfectionnements en Italie, au Japon et aux Pays-Bas. En 1932, deux chercheurs de l’Institut Métrologique Fédéral de Berlin, Adolf Scheibe et Udo Adelsberger, testèrent différents modèles d'horloge à quartz, et dès 1935, ils parvinrent, avec un oscillateur battant à 60 kHz (et après division de fréquence jusqu'à 333 Hz par moteur synchrone), thermostaté à 0,001 °C près, à abaisser la gigue à moins de ±0,002 s. Ils purent ainsi mettre en évidence les irrégularités saisonnières dans la vitesse de rotation de la terre, : pour la première fois, une horloge physique dépassait en précision l'étalon de temps astronomique. Un chercheur du Bureau international de l'heure, Nicolas Stoyko, réalisa une expérience similaire en 1937, montrant une variation de la durée du jour de 4 millisecondes par décennie.
En 1938, un chercheur du National Physical Laboratory, Louis Essen, utilisant des quartz toriques, fabriqua une horloge à quartz encore plus précise. Au début des années 1940, le Royaume-Uni put ainsi disposer de plus dense réseau d'horloges à quartz du monde.
La première horloge à quartz industrielle allemande est celle du laboratoire Rohde & Schwarz de Munich : cette horloge CFQ (1938), combinaison astucieuse d'un oscillateur à quartz et d'un diapason, remédiait aux encombrants oscillateurs à lampes. L'horloge parlante allemande se mit à en utiliser deux en 1939 en raison de leur fiabilité et de leur précision.
En 1967, les deux premiers mouvements à quartz pour montre sont présentés, un par le Centre électronique horloger (mouvement béta 1) et l'autre par le centre de recherche et développement de Seiko.
La première montre-bracelet à quartz commercialisée, la Seiko Quartz Astron 35SQ, apparaît en 1969. Commercialisée à 100 exemplaires avec un boîtier en or, elle coûtait le prix d'une voiture. Les premières montres suisses à quartz, utilisant le mouvement beta 21, sont commercialisées à partir de 1970.
Aujourd'hui, le quartz est présent partout où l'électronique est présente : montres, ordinateurs, téléphones portables, téléviseurs, modems, etc.
La Seconde Guerre mondiale et la conquête spatiale ont participé à l’essor des résonateurs à quartz et notamment à leur perfectionnement. Les oscillateurs à quartz servent aujourd’hui encore de référence de temps. Leurs principaux atouts sont leur stabilité avec notamment un facteur de qualité (qui est défini comme le rapport entre la fréquence propre et la largeur de la bande passante de la résonance du système) pouvant monter jusqu’à 109, leur petite taille (quelques millimètres pour les plus petits), ainsi que leur faible coût de production.
La production mondiale de quartz électronique est de deux milliards[Quoi ?] chaque année, la majorité pour des montres à quartz ou comme base de temps dans des composants électroniques.

## Fonctionnement
Le fonctionnement de l’horloge à quartz est le suivant : une stimulation électrique engendre des vibrations mécaniques, d'amplitude maximale selon des directions particulières (axes mécaniques), lesquelles sont la cause de charges électriques variables. On obtient ainsi un oscillateur électrique dont la fréquence de vibration est propre au quartz lui-même, par exemple 32 768 hertz suivant les dimensions du quartz utilisé. Par un simple calcul, on obtient l'unité de temps souhaitée. Ce sont donc ces vibrations, mises en forme et associées à un moteur synchrone, qui sont à l'origine du mouvement des aiguilles d'une montre.
Lorsque le quartz est soumis à une tension, par exemple avec deux électrodes, il va se déformer et vibrer à une fréquence stable. Cette fréquence dépend principalement de la forme et de la taille du quartz. Par la suite, on récupère un signal électrique possédant la fréquence intrinsèque du quartz. Ce résonateur est ensuite monté sur un montage d’oscillateur classique.
Un mouvement à quartz à affichage analogique est composé généralement des éléments suivants :
1. Pile, fournissant l'énergie électrique au quartz, au circuit électronique (diviseur de fréquence) et au moteur[19] ;
2. Quartz, oscillant grâce à l'effet piézoélectrique ;
3. Diviseur de fréquence, circuit électronique divisant la fréquence du quartz pour commander le moteur pas à pas à la bonne fréquence[20] ;
4. Moteur pas à pas, fournissant la force mécanique aux rouages ;
5. Rouage, réducteur permettant d'adapter la vitesse de rotation en sortie du moteur aux aiguilles[21] ;
6. Affichage analogique (aiguilles des heures, minutes et secondes).

## Les limites du quartz
Mais le quartz a aussi des inconvénients. En effet, la fréquence des oscillations n'est stable uniquement tant que le cristal conserve ses dimensions. Il faut donc lutter contre les phénomènes de dilatation dus aux variations de température en isolant le cristal. Leur principal défaut est la forte sensibilité de leur fréquence d’oscillation par rapport à leur environnement. Ainsi, des perturbations thermiques, magnétiques, vibrationnelles ou encore radiatives peuvent considérablement modifier leur fréquence d’oscillation et donc la mesure du temps.
C’est pour cela qu’il n'est tout d'abord que conservé dans une horloge et plus tard dans une montre. Néanmoins la précision obtenue est dix fois plus grande que celle de la meilleure des montres mécaniques qui fut inventée précédemment (en 1675 par Isaac Thuret)
Pour dépasser cette précision, on maintient le cristal de quartz à température constante dans un four ou on se tourne vers une horloge atomique.

## Galerie photographique

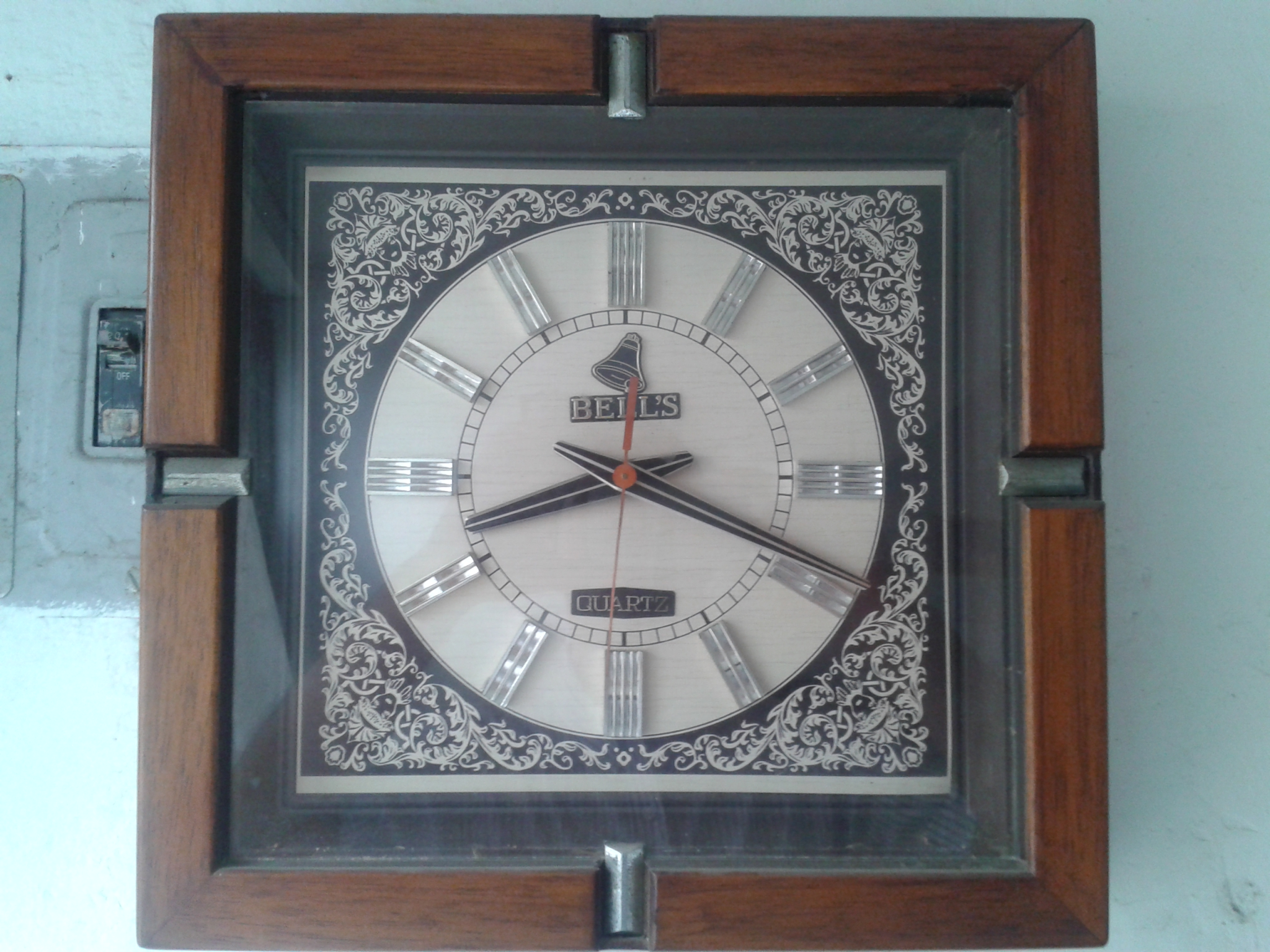
Horloge à quartz des années 1960.
Mécanisme pour montre à quartz commercialisé par Ronda AG.
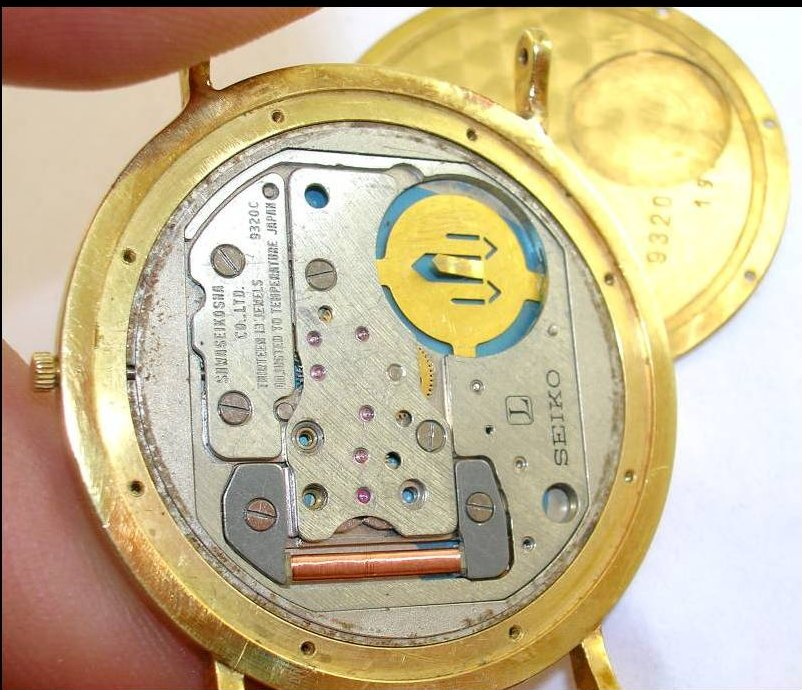
Mécanisme d'une montre à quartz.